# Dartmutska radionica
Dartmutuski letnji istraživački projekat o veštačkoj inteligenciji bila je letnja radionica iz 1956. koja se smatra osnivačkim događajem veštačke inteligencije kao oblasti.
Projekat je trajao otprilike šest do osam nedelja i u suštini predstavljao je produženu sesiju razmišljanja. Jedanaest matematičara i naučnika prvobitno je planiralo da prisustvuje; nisu svi prisustvovali, ali je više od deset drugih došlo na kratko.

## Spoljašnje veze
- 50 Años De La Inteligencia Artificial – Campus Multidisciplinar en Percepción e Inteligencia – Albacete 2006 (Spain).